# Paku Alam (Serpong Utara)
Paku Alam is een bestuurslaag in het regentschap Tangerang Selatan van de provincie Banten, Indonesië. Paku Alam telt 16.335 inwoners (volkstelling 2010).